# STS-31
STS-31 foi um voo espacial tripulado norte-americano, a trigésima quinta missão do Programa do Ônibus Espacial e o décimo voo do Discovery. Foi lançada em 24 de maio de 1990 do Centro Espacial John F. Kennedy em Cabo Canaveral, Flórida, pousando na Base Aérea de Edwards, Califórnia, cinco dias depois em 29 de abril. A missão foi responsável por lançar e estabelecer o Telescópio Espacial Hubble em órbita da Terra.

## Tripulação
| Posição                  | Astronautas      |
| ------------------------ | ---------------- |
| Comandante               | Loren Shriver    |
| Piloto                   | Charles Bolden   |
| Especialista de missão 1 | Steven Hawley    |
| Especialista de missão 2 | Bruce McCandless |
| Especialista de missão 3 | Kathryn Sullivan |

## Hora de acordar
- 2° Dia: Where the Streets Have No Name, da banda U2.
- 3° Dia: All I Want Is You, da banda U2.
- 4° Dia: Get Up, da banda R.E.M..
- 5° Dia: Bad, de Michael Jackson.

## Principais fatos
O lançamento da STS-31 ocorreu em 24 de abril de 1990, às 8h33min51 a.m. EDT. O lançamento havia sido marcado para os dias 10, 12 e 18 de abril. A primeira data marcada no FRR era anterior ao que se mostrava nos planejamentos anteriores. O lançamento em 10 de abril foi interrompido em T-4 minutos devido a uma válvula defeituosa na Unidade Auxiliar de Potência (APU) número um. A APU foi substituída e as baterias de carga foram recarregadas. A contagem foi subitamente interrompida em T-31 segundos quanto o software do computador falhou em desligar uma linha de uma válvula de combustível do equipamento de suporte em terra. Os engenheiros desligaram a válvula e a contagem continuou. O peso no lançamento era de 249 109 lb (112 994 kg).
A carga primária era o telescópio espacial Hubble (HST), lançado em uma órbita de 612 km. A altitude do ônibus espacial nesta missão foi a segunda maior até o momento, para que o HST pudesse ser liberado perto de sua altitude operacional, fora da atmosfera. O Discovery orbitou a Terra 80 vezes nesta missão.
O propósito principal desta missão era o lançamento do telescópio espacial astronômico Hubble. Ele foi projetado para funcionar fora da atmosfera terrestre, de modo a evitar a turbulência e obscuridade desta para observar objetos celestes nas faixas ultravioleta, infravermelho e na luz visível. Esta foi uma parceria entre a NASA e a ESA. 

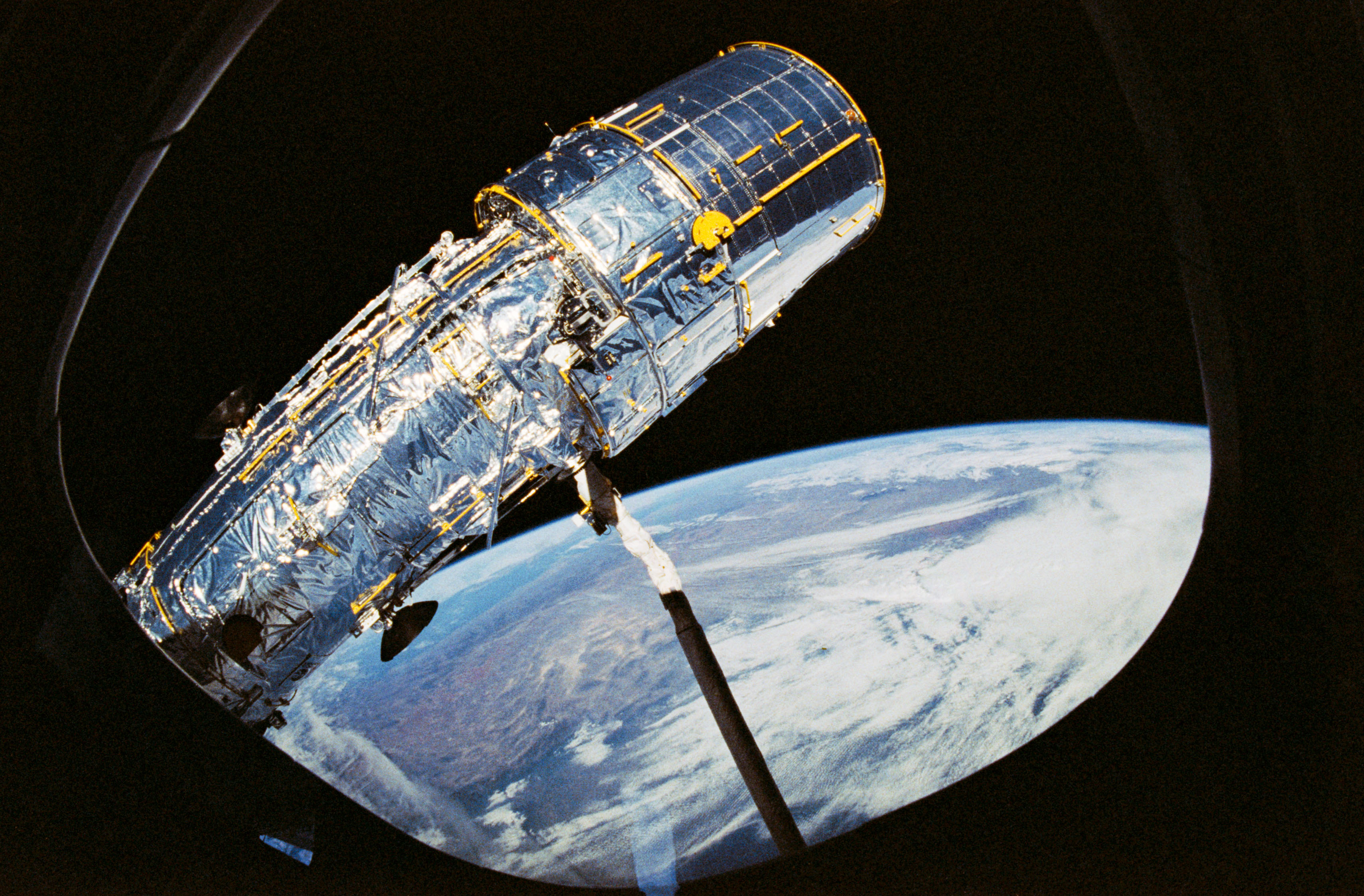
O Hubble, visto de dentro da Discovery, sendo colocado na órbita.

O resto da missão foi voltado a fotografias e a experimentos a bordo. Para lançar o HST em uma órbita que lhe garantiria longevidade, o Discovery atingiu uma altitude de 600 km. A alta altitude permitiu que o grupo fotografasse características geográficas da Terra que não são aparentes em órbitas mais baixa. A imagens com movimento foram tiradas por duas câmeras IMAX. As atividades de experimento incluíam um estudo de tecnologia biomédica, pesquisas com materiais, medições de contaminação e ionização radioativa, e um projeto estudantil estudando os efeitos dos arcos elétricos em condições de microgravidade. A reentrada da Discovery de sua órbita mais elevada que o padrão exigiu uma queima para saída de órbita com duração de 4 minutos e 58 segundos, a mais longa na história dos ônibus espacial.  
As cargas secundárias foram a câmera IMAX no compartimento de carga, para documentar as operações no exterior da cabine da tripulação e a câmera IMAX de mão para ser utilizada no interior da cabine; o Ascent Particle Monitor (APM) para detectar minúsculos materiais no compartimento de carga; o Crescimento de Cristais de Proteína (PCG) para prover informações a respeito do crescimento de cristais de proteína em condições de microgravidade; o Experimento de Monitoração de Radiação III (RME III) para medir os níveis de raios gama na cabine do grupo; Investigações sobre o Processamento de Membranas de Polímeros (IPMP) para determinar o controle de porosidade em um ambiente de microgravidade; o experimento do Programa de Envolvimento de Estudantes (SSIP) para estudar os efeitos da microgravidade sobre os arcos elétricos, e o experimento Air Force Maui Optical Site (AMOS).
A aterrissagem ocorreu em 29 de abril de 1990, às 6h49min57 PDT, Runway 22, na Edwards Air Force Base, CA. Distância de rolagem: 2 705 m). Tempo de rolagem: 61 segundos. Primeira utilização de freios de carbono na aterrissagem. O veículo retornou ao KSC em 7 de maio de 1990. O peso na aterrissagem foi de 85 782 kg.

## Galeria

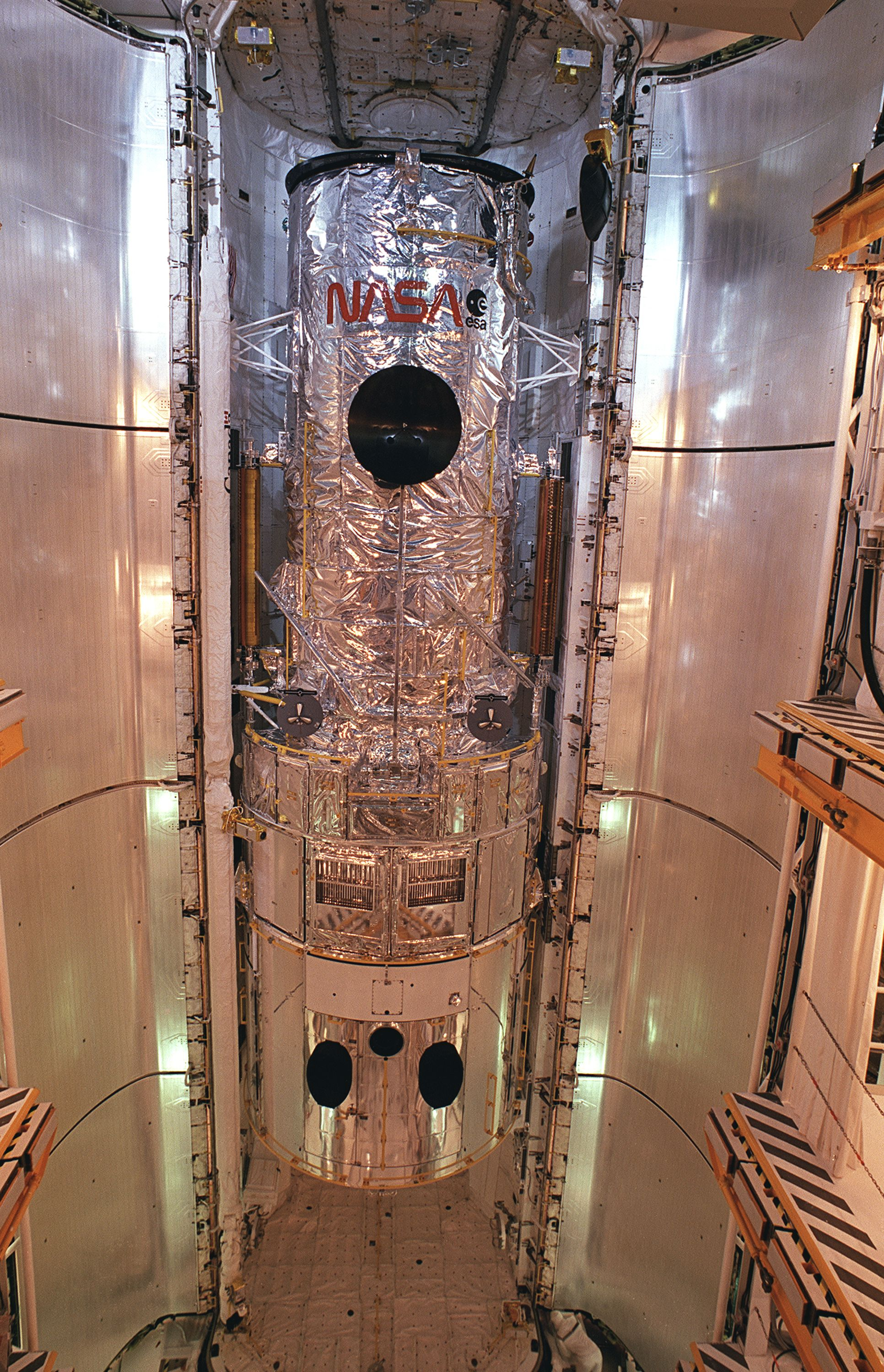
Hubble na plataforma
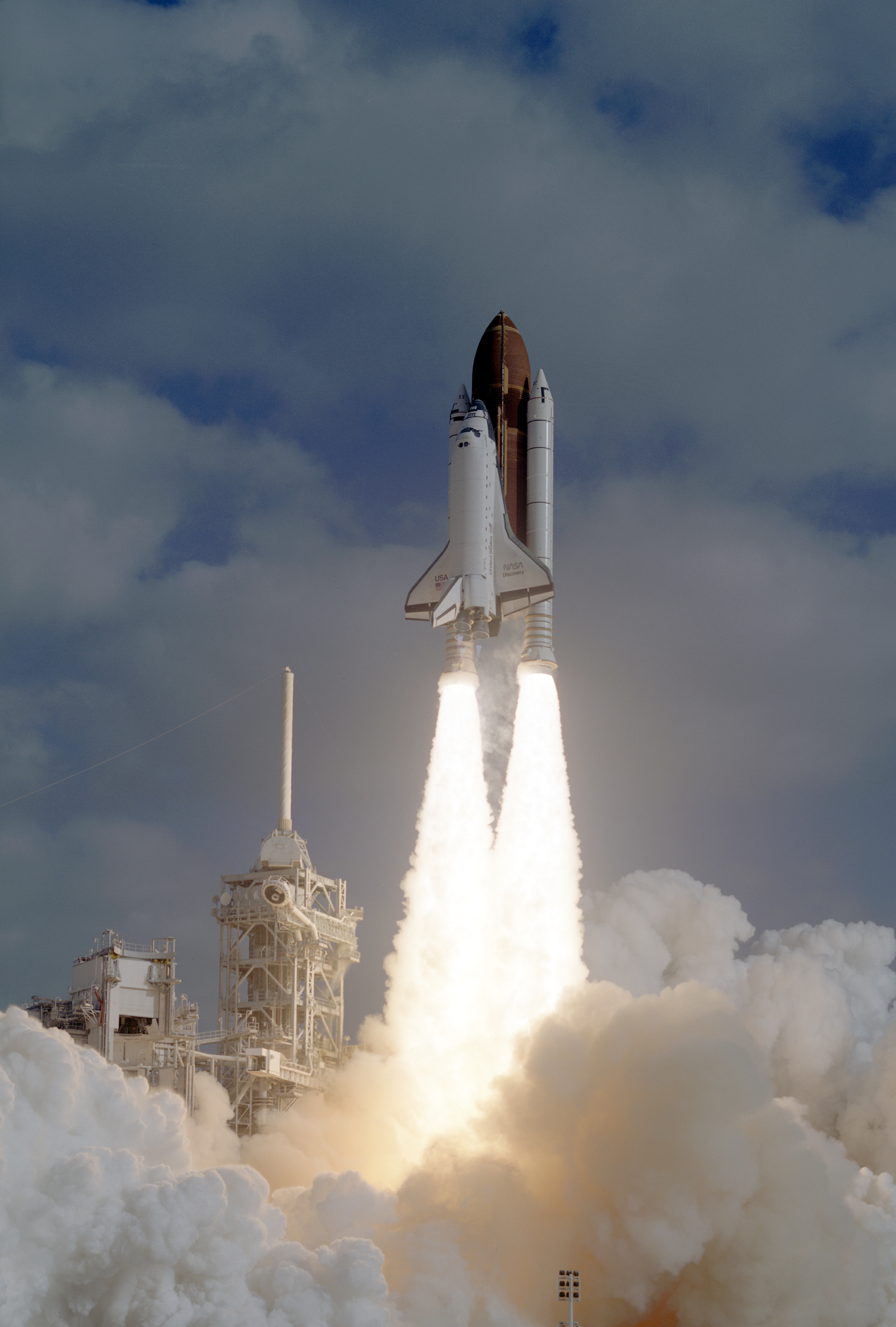
Decolagem do Discovery com o Telescópio Espacial Hubble a bordo
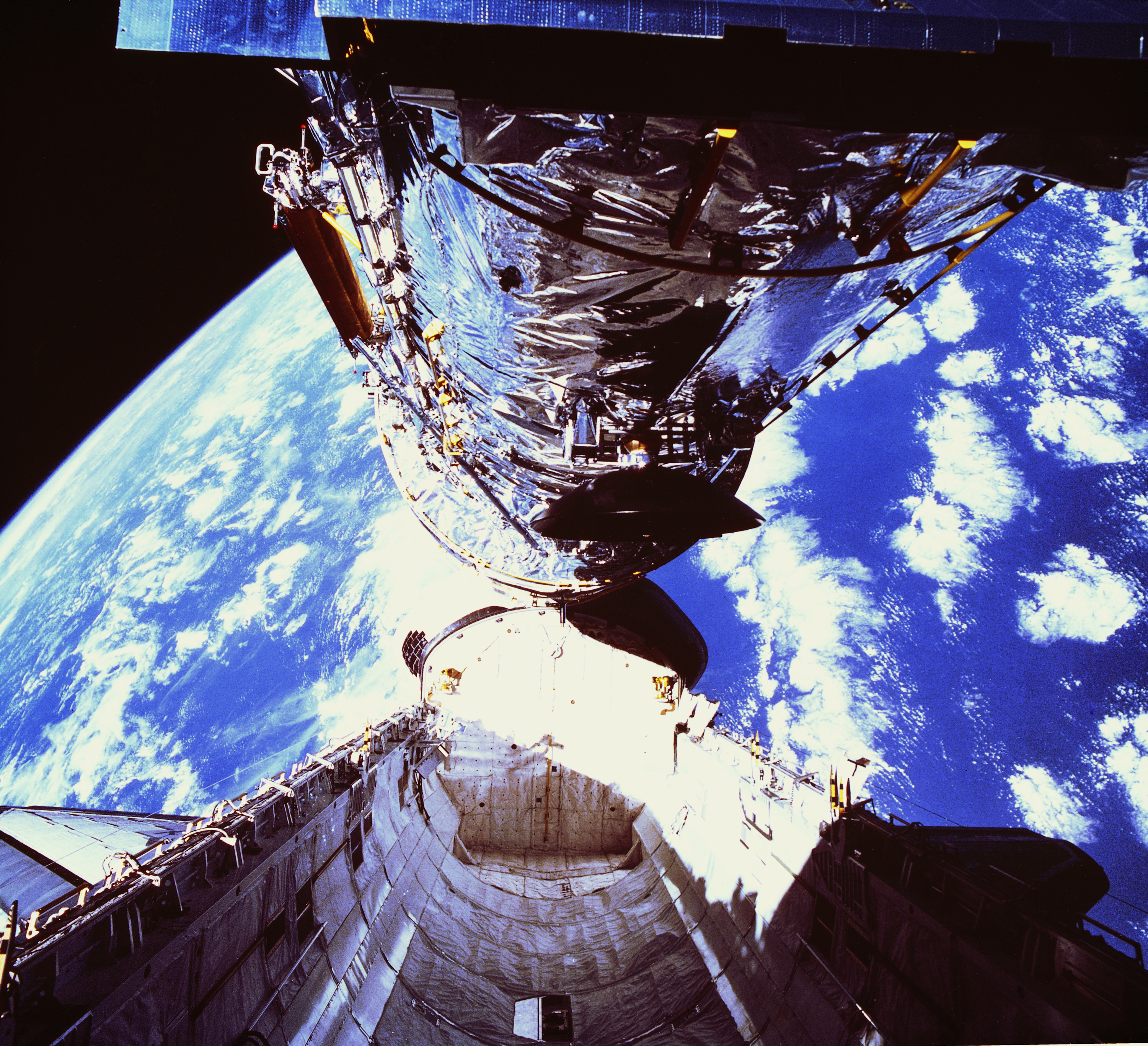
Posição de foco baixo
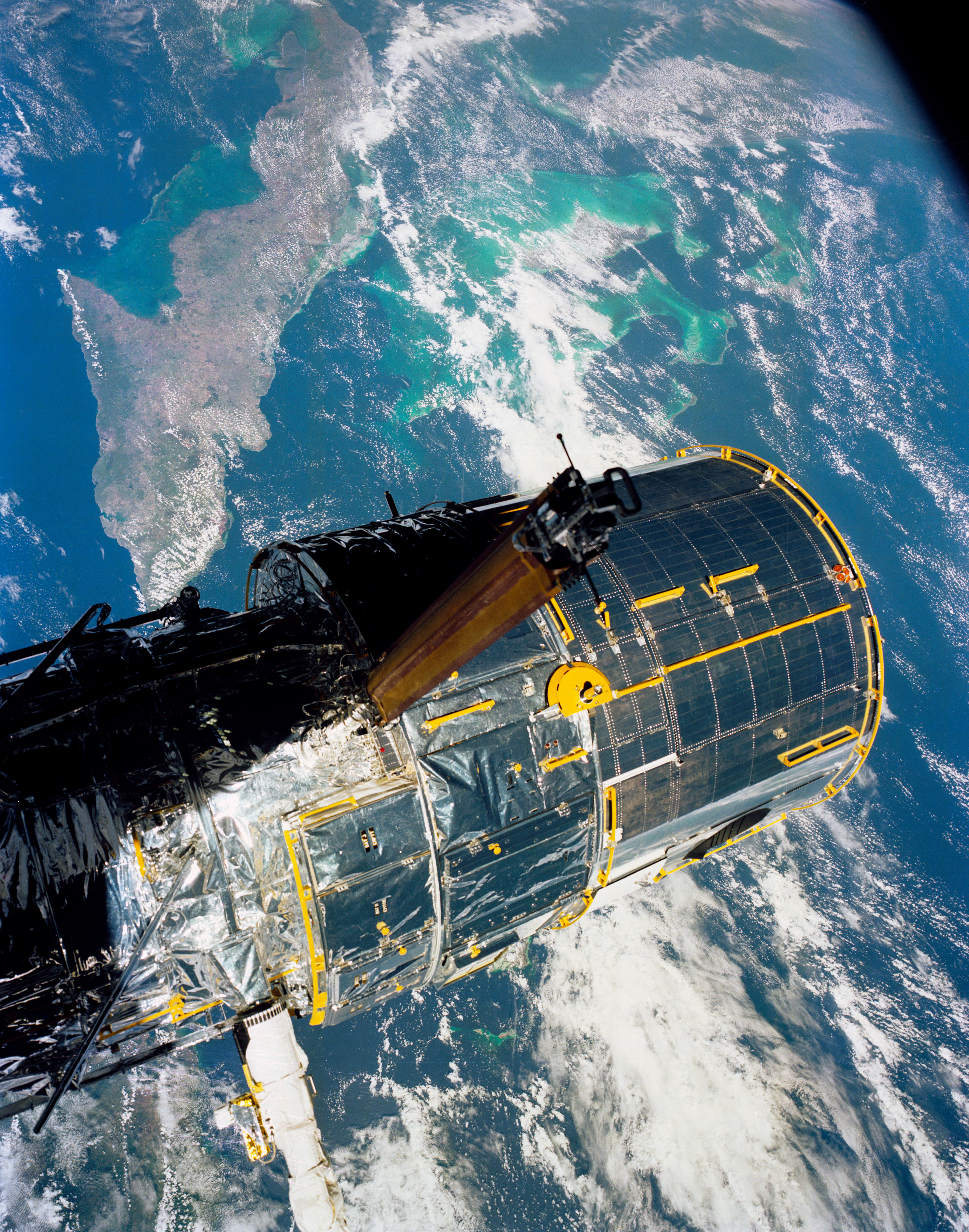
Alta sobre Cuba
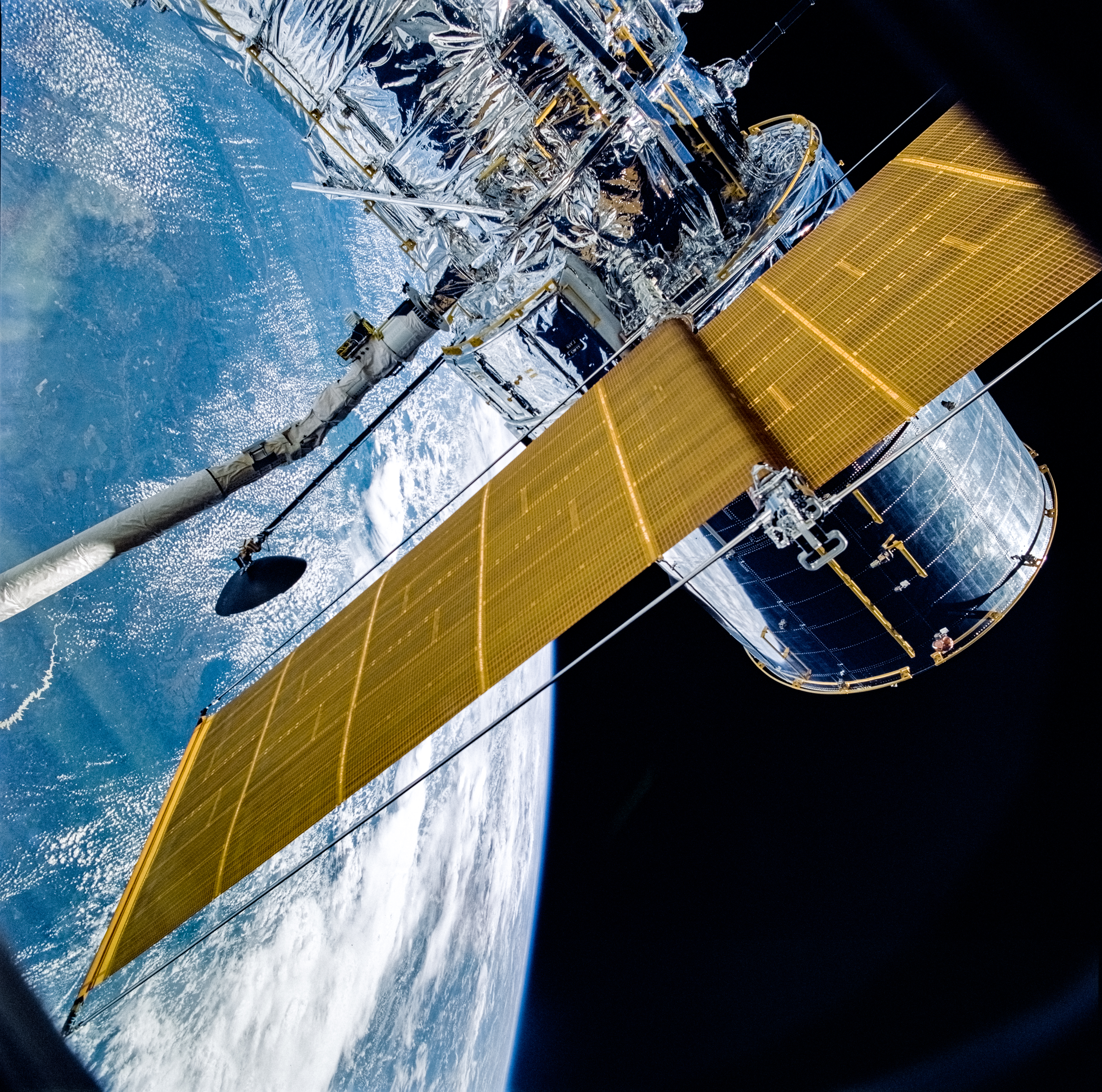
Implantação de painéis solares
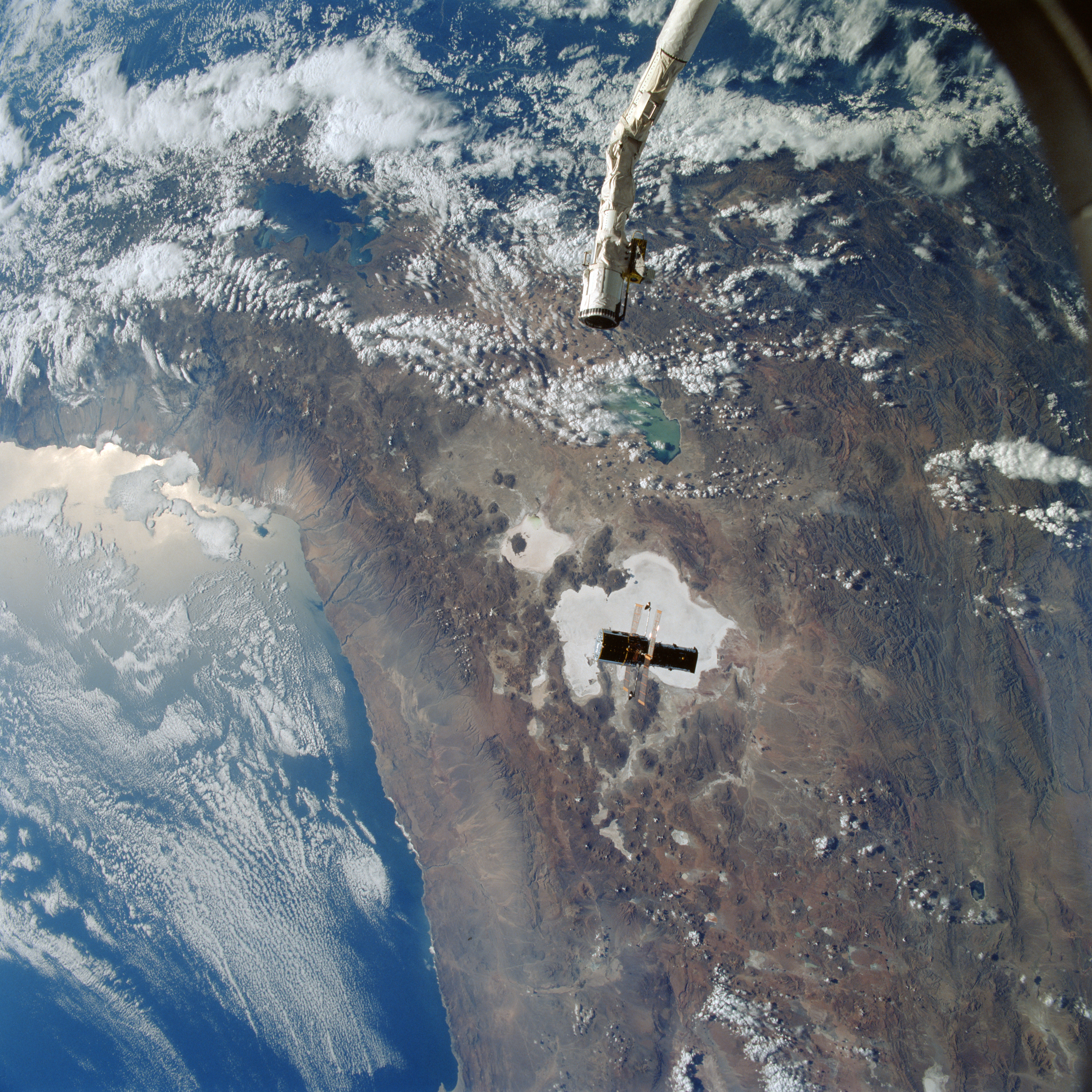
Hubble se afasta sobre o Peru.
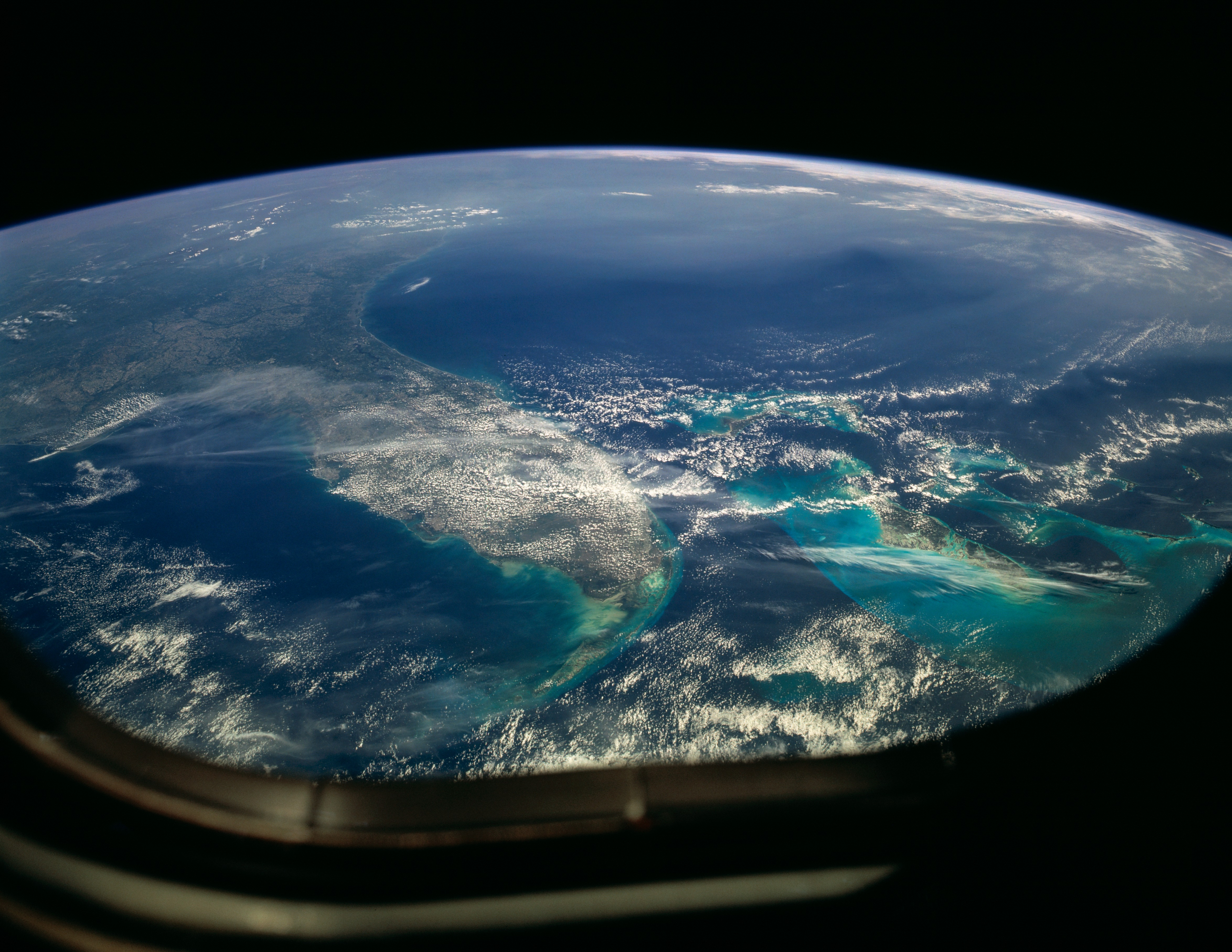
Flórida e Bahamas
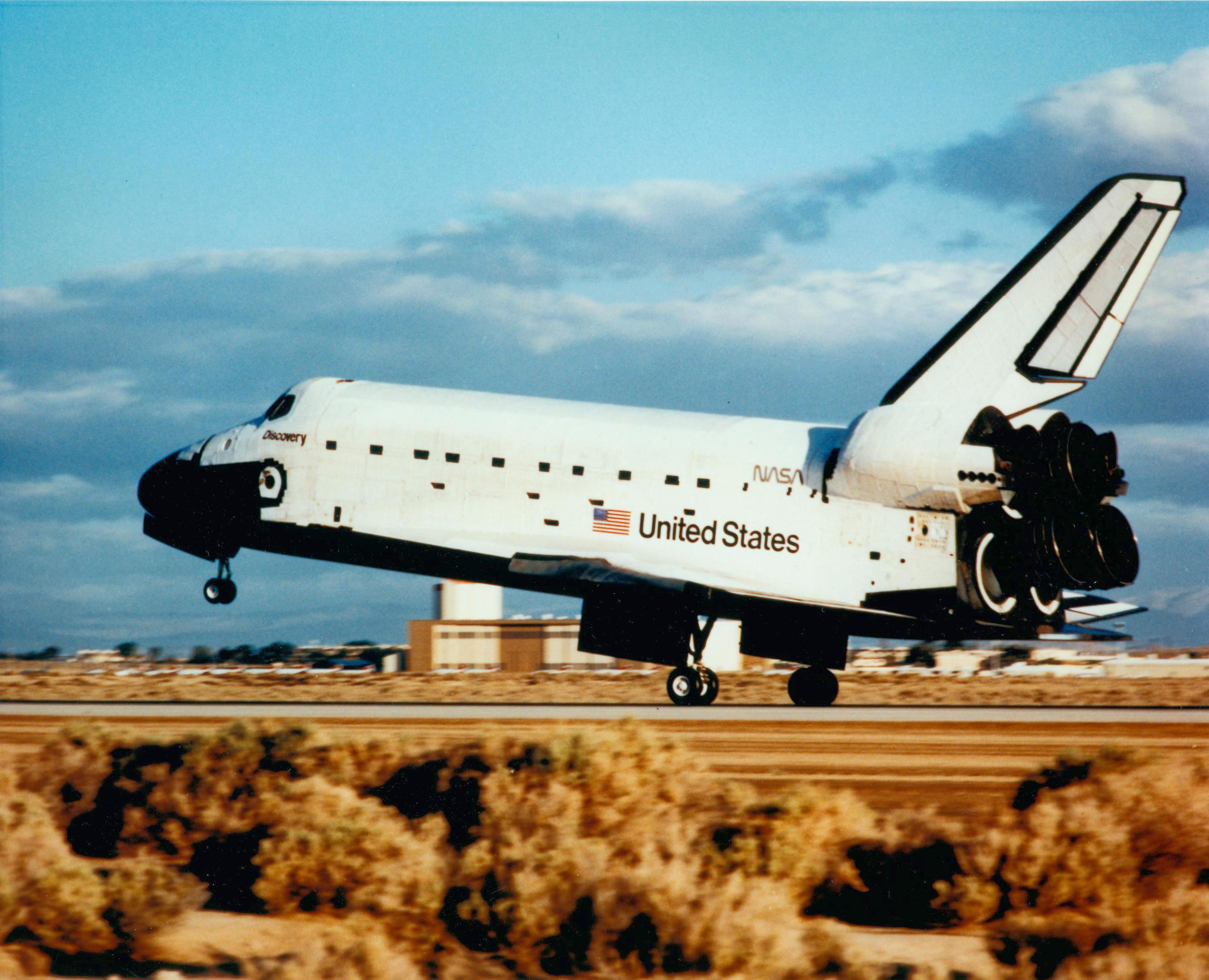
Discovery volta para casa.